# فرودگاه پاگادیان
 فرودگاه پاگادیان (به انگلیسی: Pagadian Airport) (به زبان بومی: Paliparan ng Pagadian) یک فرودگاه همگانی با کد یاتا PAG است. این فرودگاه در کشور فیلیپین قرار دارد و در ارتفاع ۲ متری از سطح دریا واقع شده‌است.